# 임은아
임은아(1983년 8월 17일~)는 대한민국의 골프 선수이다.